# Gastroplakaeis acolasta
Gastroplakaeis acolasta är en fjärilsart som beskrevs av Erich Martin Hering 1928. Gastroplakaeis acolasta ingår i släktet Gastroplakaeis och familjen ädelspinnare. Inga underarter finns listade i Catalogue of Life.